# Polônia nos Jogos Olímpicos de Verão de 1948
A  Polônia competiu nos Jogos Olímpicos de Verão de 1948, em Londres, no Reino Unido.